# Piazza San Firenze

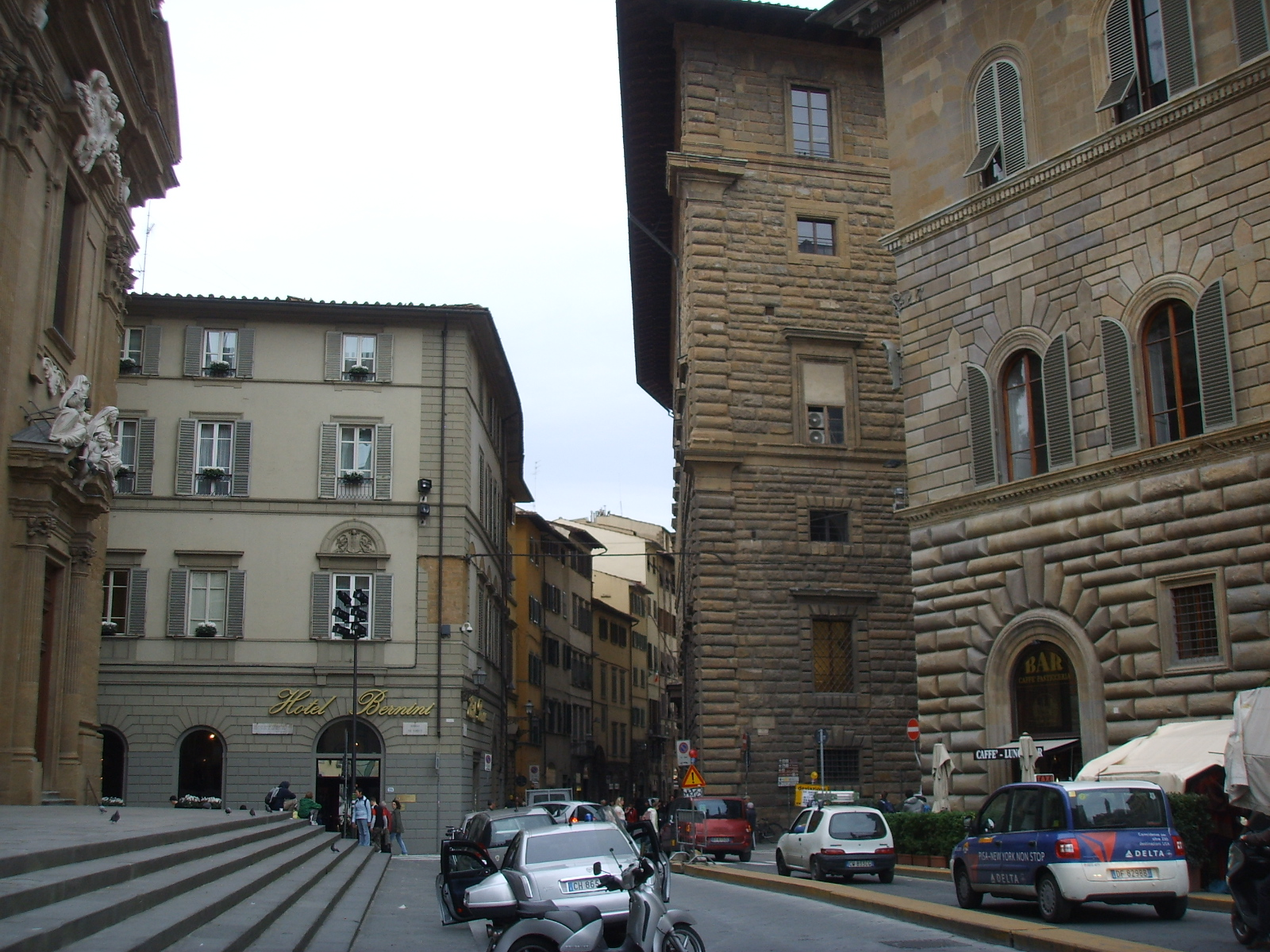
Le sud de la place
(Palazzo Columbia-Parlamento à gauche et palazzo Vecchio à droite).

La Piazza San Firenze est la place qui prend le nom du Complesso di San Firenze, un ensemble de bâtiments dédiés à saint Philippe Neri, mais dont le nom fait référence à San Fiorenzo (it), relatif à un édifice plus ancien.
La place, qui a une forme de trapèze, est occupée à l'est par l'église San Filippo Neri faisant partie du complexe ; c'est un édifice baroque qui accueillit les frères philippins ; sa façade, au-dessus d'une volée de marches, est un projet de Pier Francesco Silvani commencé en 1667 qui ne fut finie qu'en 1772. Le complexe est occupé également par le Tribunal et des bureaux de justice.
L'ouest de la place est occupé par le palazzo Gondi qui date du Quattrocento, élaboré par Giuliano da Sangallo et complété au XIXe siècle.
Au nord la via del Proconsolo donne accès sur la gauche à la Badia Fiorentina et sur la droite au palais du Bargello.
Au sud le coin du palazzo Vecchio ferme la place à droite et le Palazzo Columbia-Parlamento est situé sur la gauche.

## Sources
- (it) Cet article est partiellement ou en totalité issu de l’article de Wikipédia en italien intitulé « Piazza San Firenze » (voir la liste des auteurs).